# Мышечная композиция
Мышечная композиция или композиция мышц — процентное соотношение мышечных волокон различного типа, которое для каждого конкретного человека предопределено генетически и закладывает его предрасположенность к определённым видам спортивных дисциплин.

## Описание
Человеческая скелетная мышечная ткань составлена из двух основных типов мышечных волокон. Первый из них (тип I) условно называют «медленно сокращающимися», второй — «быстро сокращающимися» (тип II).
Медленно сокращающиеся мышечные волокна оптимизированы эволюцией под задачи выполнения продолжительной работы аэробного характера, и поэтому характеризуются меньшей скоростью действий по сравнению с «быстрыми», но прекрасно развитой системой аэробного окисления. В свою очередь быстро сокращающиеся волокна обладают быстротой для выполнения кратковременных действий высокой интенсивности в анаэробном режиме и хорошо развитыми механизмами восполнения запасов АТФ. Стоит заметить, что внутри быстрых мышечных волокон выделяются два подтипа:
- окислительно-гликолитические (тип II-A) с хорошо развитой способностью к аэробному окислению и энергообеспечению за счёт гликолиза,
- гликолитические (тип II-B) с преобладанием энергообеспечения за счёт гликолиза и креатинфосфатного пути.

Считается, что люди с преобладанием волокон первого типа предрасположены к длительным умеренным нагрузкам, а лица с преобладанием волокон второго типа — к силовым и скоростным видам спорта. Процентная доля волокон различного типа в мышечной массе отличается довольно сильно от человека к человеку, при этом спортивная тренировка может изменить соотношение разных типов (I и II) в очень ограниченном диапазоне значений (от 2 до 10 %), однако, соотношение двух подтипов (II-A и II-B) в некоторой степени поддаётся действию тренировок.
Известно также, что очень высокий процент медленных волокон типичен для людей никогда не занимавшихся спортом. Кроме этого, процент медленных и быстрых волокон в интенсивно и мало тренируемых мышцах у атлетов одинаковой спортивной специализации примерно одинаков и не зависит от тренировок даже многомесячной продолжительности. Однако такие тренировки однозначно влияют на факторы, определяющие выносливость (толщину медленных волокон, активность мышечных ферментов в окислительном метаболизме и т. п.)